# Caffè Nero
Caffè Nero es una franquicia de cafeterías británica fundada en Londres en 1997, que cuenta con más de 700 locales extendidos por todo el Reino Unido, Irlanda, Polonia, Estados Unidos, Chipre, Turquía y Emiratos Árabes Unidos. 

## Historia
Caffè Nero fue fundada en 1997 y se unió a la Bolsa de Londres en marzo de 2001 bajo el pseudónimo de CFN. Después de cosechar un gran éxito en la Bolsa de Valores de Londres, Caffè Nero se convirtió en una organización privada con el fin de darle más flexibilidad y poder hacer crecer el negocio. A partir de 2007, la compañía se empezó a expandir internacionalmente, abriendo locales en Turquía en 2007, en los Emiratos Árabes Unidos en 2009, en Polonia en 2012, en Chipre en 2013 y en Irlanda y en los Estados Unidos a partir de 2014.
Caffè Nero ha recibido muchos elogios por su café de alta calidad. Fue calificado por Allegra Strategies como la cafetería de mejor calidad del Reino Unido durante ocho años consecutivos. En julio de 2013, el café de Caffè Nero fue calificado como la mejor franquicia entre las cinco principales marcas del Reino Unido por los expertos en la revista Which?

## Productos

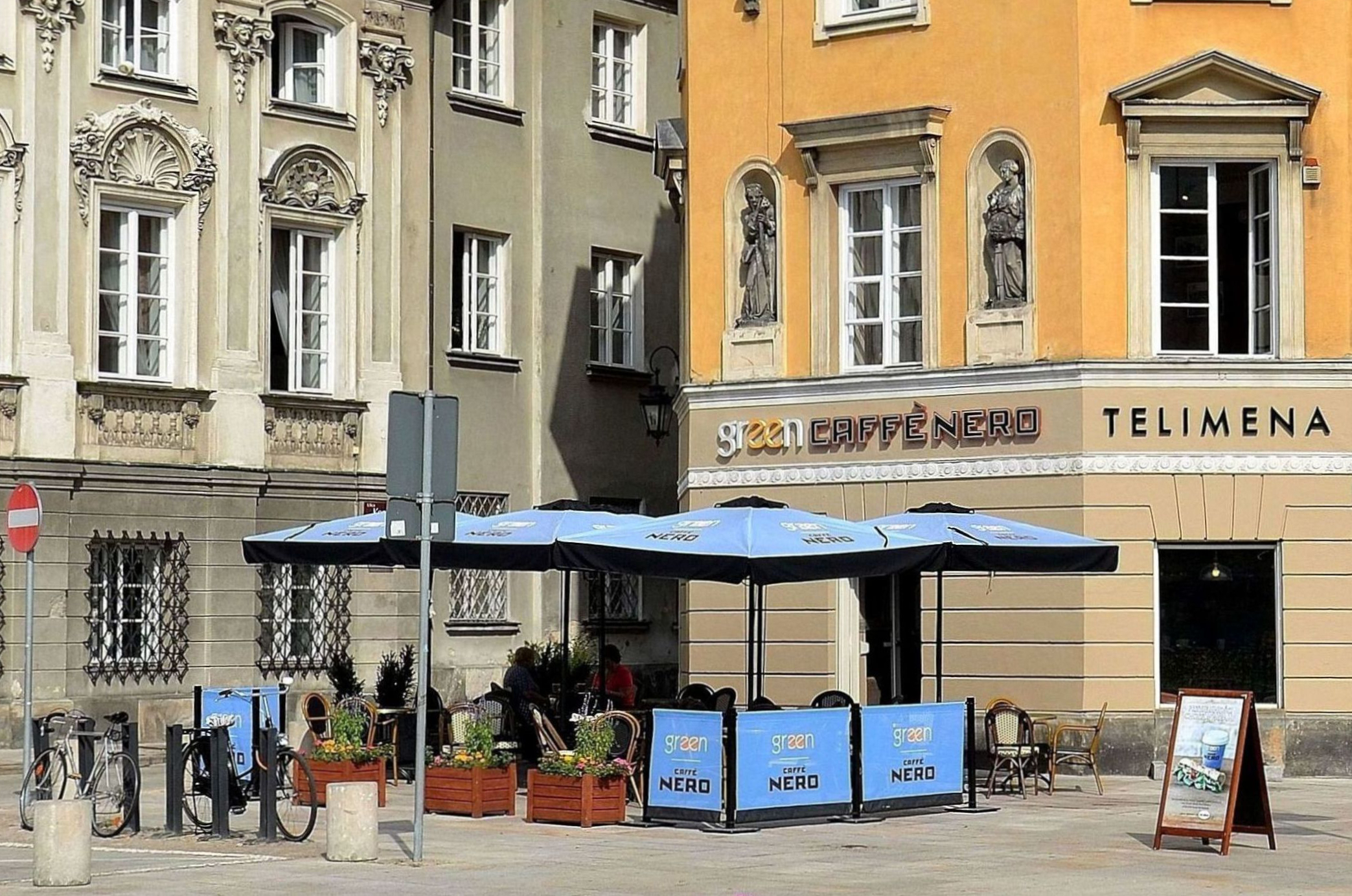
Foto de los edificios donde se encuentra el café Nero.

La compañía es conocida por sus precios económicos, comercializando el popular Café expreso, los capuchinos, Caffè Latte Macchiato y Frappé Latte (un café con leche helada), Boosters de frutas (una bebida de frutas con hielo) y chocolate caliente en los meses de invierno. La base de muchos de sus cafés son el Caramelatte (un sabor a vainilla servido con crema batida y salsa de caramelo rellena) y el Chocolante Blanco Mocha (similar al clásico Caffé Mocha). Caffè Nero también tiene su propia línea de panini, ensaladas de pasta y platos de sopa.